# Cyclopische Eilanden
De Cyclopische Eilanden (Italiaans: Isole Ciclopi) vormen een kleine eilandengroep voor de kust van het Italiaanse eiland Sicilië, niet ver van de Etna. De onbewoonde eilanden werden ongeveer een half miljoen jaar geleden gevormd als gevolg van intense vulkanische activiteit. Het is mogelijk dat ze oorspronkelijk aan de Siciliaanse kust vastzaten. Het mineraal analciem kan worden gevonden op de Cyclopische Eilanden en werd daar voor het eerst ontdekt in lava door de Franse geoloog Déodat de Dolomieu

## Geografie
De Cyclopische Eilanden zijn opgenomen in het beschermde zeegebied Isole Ciclopi, voor de kust van Aci Trezza in de gemeente Aci Castello. De eilandengroep bestaat uit:
- Het eiland Lachea
- Grote rotsstapel (Faraglione Grande)
- Middelste rotsstapel (Faraglione Medio)
- Kleine rotsstapel (Faraglione Piccolo)
- Vier andere rotsen

## Legende van Homerus
Homerus schreef een verhaal over hoe de eilanden van het vasteland van Sicilië waren afgekomen. Dit schreef hij aan het einde van het negende boek van de Odyssee. Wanneer Odysseus Sicilië bezocht, werd het eiland bewoond door de Cyclopen, reuzen met één oog op het voorhoofd.
Odysseus ontmoette één van hen, Polyphemos, op zijn reis naar zijn huis op Ithaka. Deze Cycloop doodt twee van zijn mannen en Odysseus wordt met de andere mannen opgesloten in Polyphemos' grot, omdat een rotsblok de ingang blokkeert en ze die niet kunnen verplaatsen. Odysseus geeft Polyphemus een speciale wijn totdat hij in slaap valt en verblindt hem door de houten wandelstok van de Cycloop in zijn oog te boren. Polyphemus opent het rotsblok en de Grieken ontsnappen naar hun schip; Polyphemus roept de andere cyclopen om hulp en Odysseus begint hem, vanop de afstand van zijn schip, te beschimpen en te bespotten. Homerus zegt (vertaling van Ben Bijnsdorp):
Dat riep ik hem toe, maar hij werd nog woester,
en rukte de top van een grote berg af
en wierp die neer vóór het schip met donkere voorsteven.
[rakelings, en hij miste op een haar na de punt van het roer.]
En de zee spatte hoog op onder het geweld van de neerkomende rots
en de deining voerde haar terug richting kust,
Odysseus' mannen deden hun best om weer weg te komen van de kust, maar toen ze twee maal zo ver weg waren, wilde Odysseus weer wat roepen naar de Cycloop. Zijn mannen probeerden hem tegen te houden, maar Odysseus kon zich niet inhouden en riep hem toe:
"Kykloop, als soms iemand van de sterfelijke mensen jou vraagt
naar de afschuwelijke verblinding van je oog,
zeg dan maar dat de stedenverwoester Odysseus je verblind heeft,
de zoon van Laërtes, woonachtig op Ithaka".
De Cycloop barstte in huilen uit, riep iets terug en bad tot de god Poseidon.
Dat bad hij, en de donkerbehaarde verhoorde hem.
Maar hij tilde weer een nog grotere steen op
en slingerde die weg, en hij zette er een onmetelijke kracht achter,
en hij kwam terecht vlak achter het schip met donkere voorsteven,
vlakbij, en op een haar na miste hij de punt van het roer.